# 袁志先
袁志先，中华人民共和国政治人物。
担任成都市特等劳模、车工。1954年，当选第一届全国人民代表大会代表。